# Un dios prohibido
Pour plus de détails, voir Fiche technique et Distribution.
Un Dios prohibido est un film historique dramatique espagnol sorti en 2013, réalisé par Pablo Moreno. Le film raconte le massacre de 51 personnes (it) en 1936 par les miliciens républicains,,,.

## Synopsis
À Barbastro, petit centre rural de la province de Huesca en Espagne, peu après le coup d'état militaire qui marque le début de la guerre civile en juillet 1936, le comité révolutionnaire prend le pouvoir de la petite cité. On perquisitionne le séminaire des missionnaires clarétains. Séminaristes et prêtres sont arrêtés. Ils doivent abandonner la soutane et s’enrôler dans les forces républicaines. Leur refus est sanctionné d'une condamnation à mort : 51 personnes sont ainsi fusillées. 

## Fiche technique
- Titre espagnol original : Un Dios prohibido
- Réalisation : Pablo Moreno Hernández
- Scénario : Juanjo Díaz Polo, d'après les notes écrites par les séminaristes et le témoignage de deux séminaristes argentins qui furent épargnés du fait de leur nationalité[5],[4]
- Genre : Drame, Film historique
- Musique : Sergio Cardoso
- Production : Contracorriente producciones
- Photographe : Rubén D. Ortega
- Montage : Maria Espacia
- Durée : 133 minutes
- Pays de production :  Espagne
- Langue originale : espagnol
- Année de sortie : 2013
  - Espagne : 14 juin 2013[2]

## Distribution
- Elena Furiase : Trini, la Pallaresa
- Íñigo Etayo (es) : Raimondo Illa Salvia (it), séminariste
- Jerónimo Salas : Faustino Pérez García, séminariste
- Alex Larumbe : Juan Echarri Vique, séminariste
- Luis Seguí : Salvador Pigem Serra, séminariste
- Eneko Capapay : Miguel Massip (it), séminariste
- Gabriel González : José Figuero Beltrán (it), séminariste
- Guido Agustín Balzaretti : Pablo Hall, séminariste argentin
- Isaac Israel : Rafael Briega Morales (it), séminariste
- Ricardo del Cano : Atilio Parussini, séminariste
- Javier Suárez : Stefano Casadevall Puig, séminariste
- Julio Alonso : Felipe de Jesús Munárriz (it), supérieur des Clarétains
- Juan Lombardero : Frère Vall, frère clarétain et cuisinier
- Jesús Guzmán : Padre Muñoz, vieux père clarétain
- José María Rueda : Juan Díaz Nosti (es), directeur spirituel des séminaristes
- César Diéguez : Nicasio Sierra Ucar (it), prêtre enseignant
- Daniel Gómez : Luis Masferrer Vila (it), prêtre enseignant
- Rodrigo Saiz : Francisco Castán Meseguer (it), frère codajuteur
- Teseo Martín : Atanasio Vidaurreta Labra (it), séminariste
- Santiago Blanco : Giuseppe Blasco Juan, séminariste martyrisé
- Gabriel Latorre : Florentino Asensio Barroso (es), administrateur apostolique du diocèse de Barbastro
- Mauro Muñiz : Ceferino Giménez Malla, dit El Pelé
- Ainhoa Aldanondo : Ángeles, milicienne
- Raúl Escudero : Miguelé, milicien
- Jacobo Muñoz : Eugenio Sopena, leader de la Confédération nationale du travail (Espagne) à Barbastro
- Juan Alberto López : Mariano Abad.
- José García Carrasco : milicien "El Trucho"
- Juanjo Díaz Polo : colonel José Villalba Rubio, commandant de la garnison
- Antonio Castro: Buenaventura Durruti, révolutionnaire
- Antonio Gómez : Leoncio Pérez Ramos (es), prêtre économe
- Jéremy Sánchez : Jaime Falgarona Vilanova (it), séminariste